# Nomioides subparviceps
Nomioides subparviceps là một loài Hymenoptera trong họ Halictidae. Loài này được Pesenko mô tả khoa học năm 1983.